# Trox spinulosus
Trox spinulosus är en skalbaggsart som beskrevs av Robinson 1940. Trox spinulosus ingår i släktet Trox och familjen knotbaggar.

## Underarter
Arten delas in i följande underarter:
- T. s. simi
- T. s. dentibius

## Bildgalleri

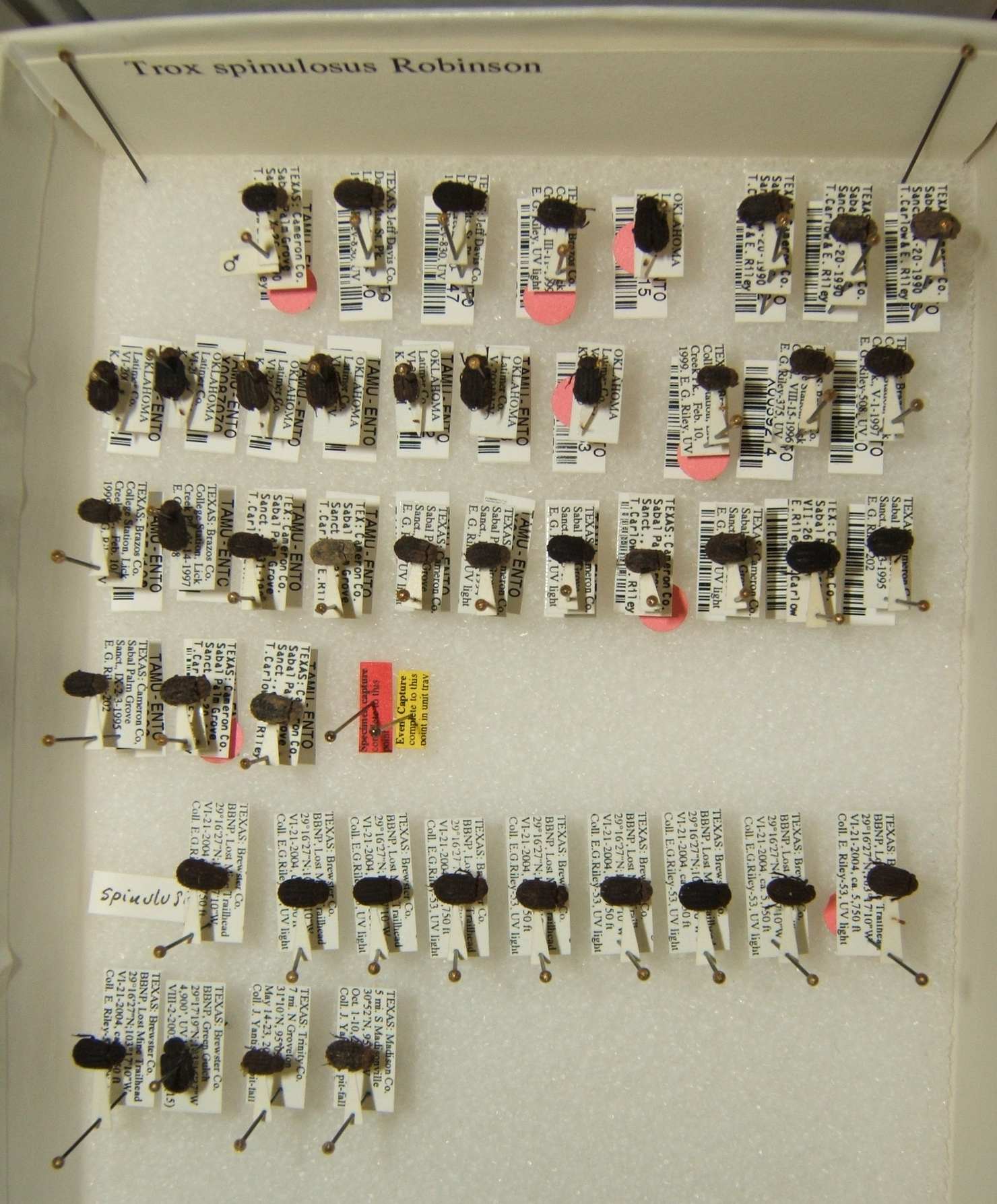
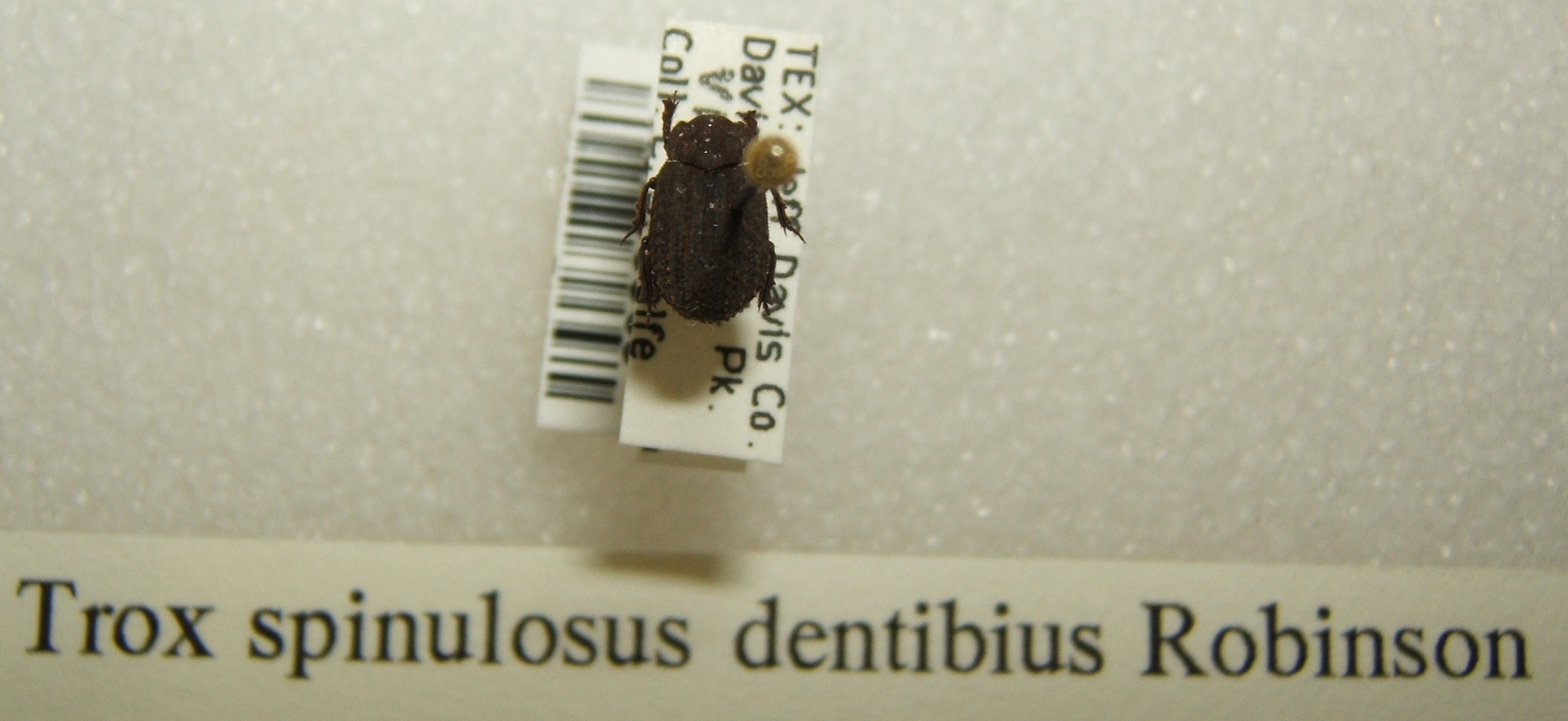
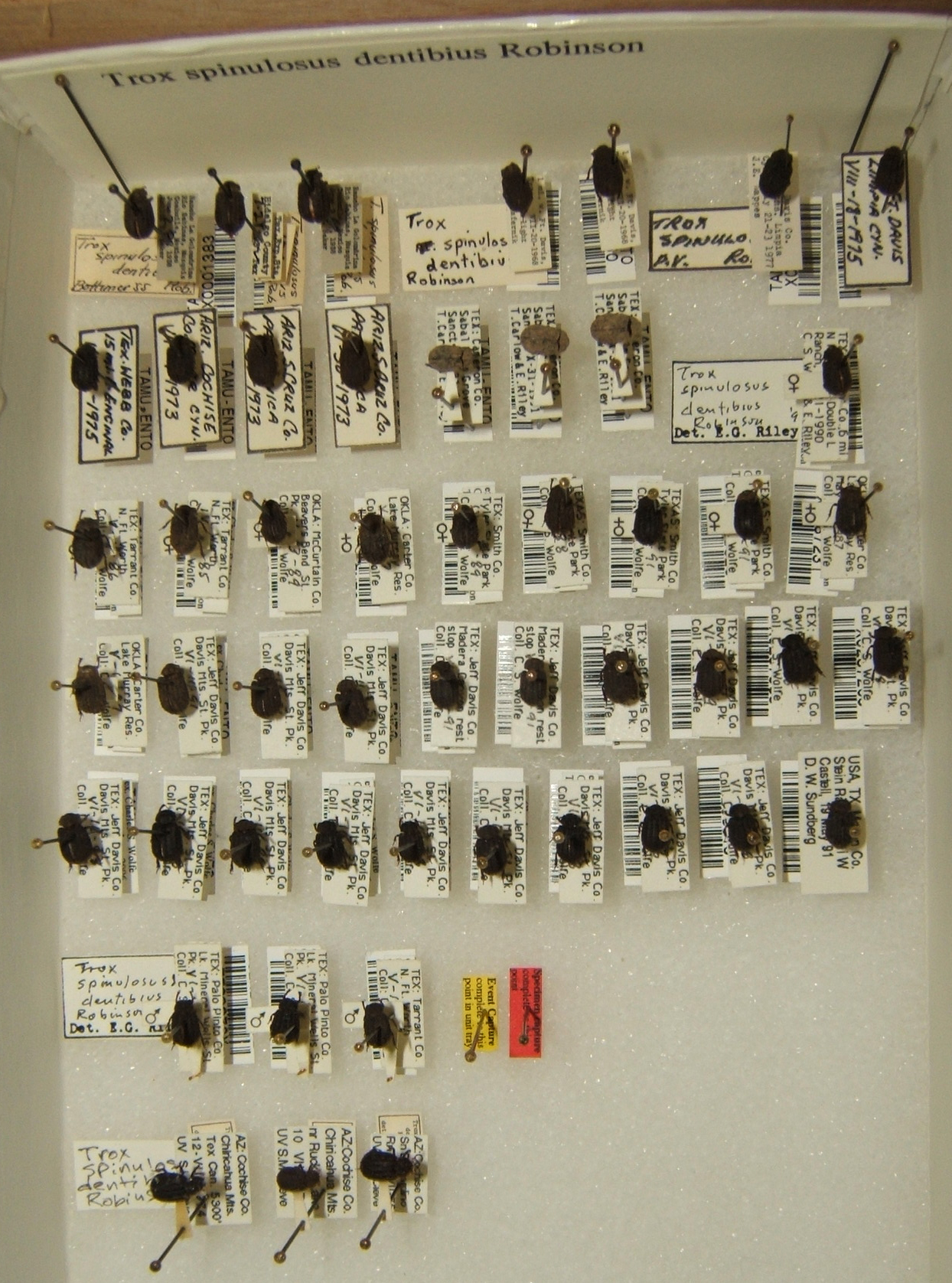
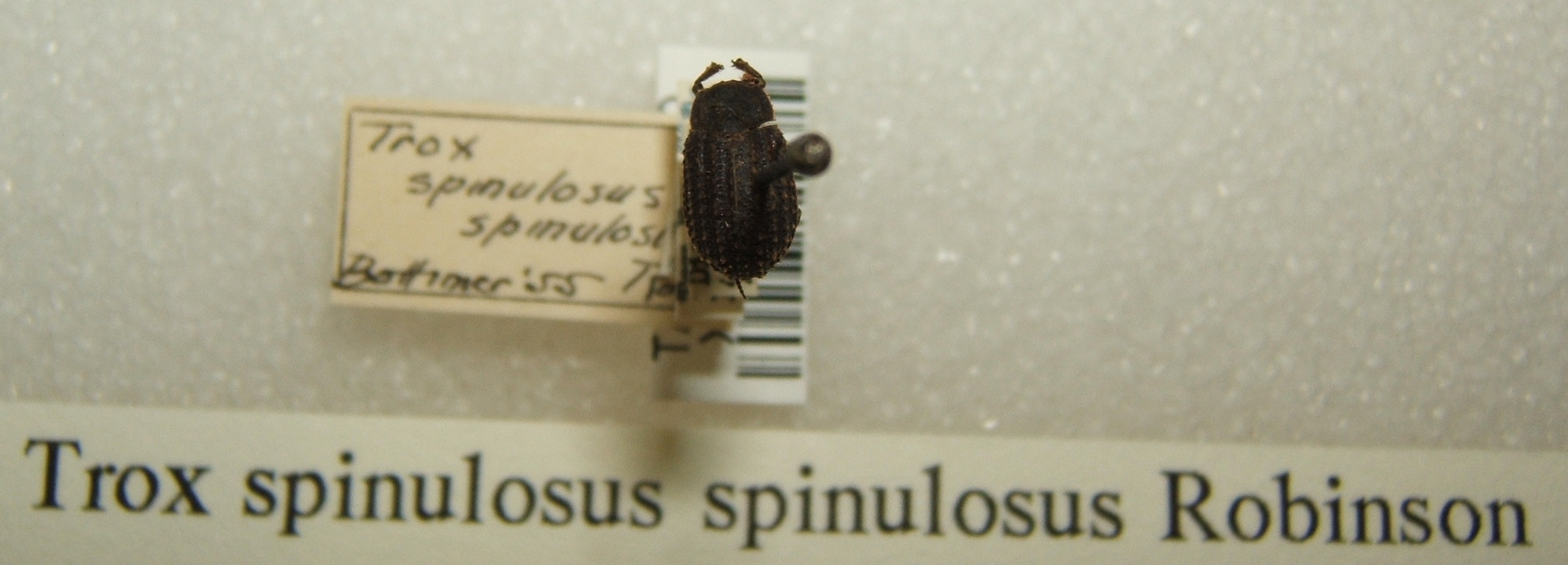
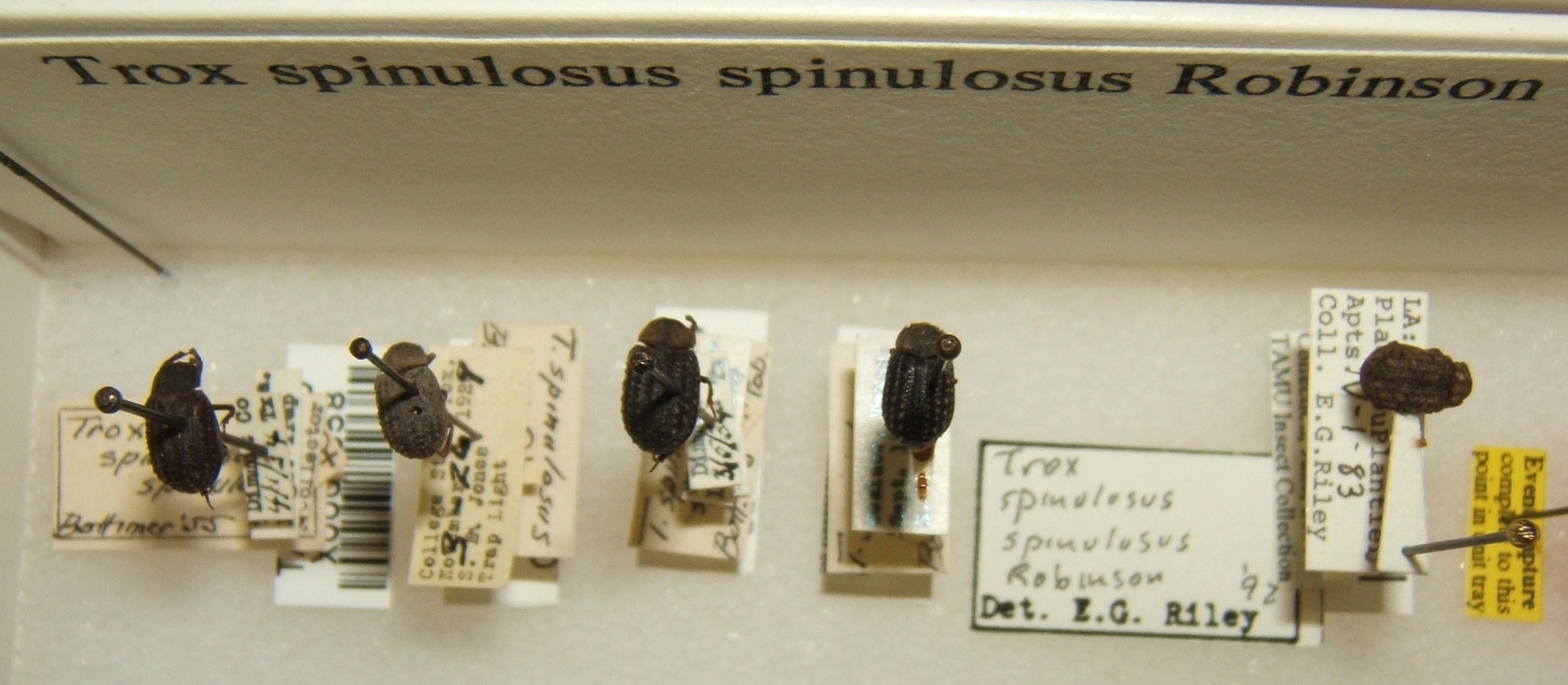